# Nicholas Pozo
Nicholas Charles Pozo (Gibilterra, 19 gennaio 2005) è un calciatore gibilterriano, centrocampista del Lincoln Red Imps e della nazionale gibilterriana.

## Carriera

### Club
Cresciuto nella giovanile del Cadice,  il 13 agosto 2024 viene acquistato dal Lincoln Red Imps.
Tuttavia, il 31 gennaio 2025, dopo anver totalizzato appena otto presenze in campionato viene dato in prestito all'Europa FC.

### Nazionale
Ha rappresentato le nazionali giovanili gibilterriane Under-17 ed Under-21.
Il 5 giugno 2022 ha esordito con la nazionale maggiore gibilterriana, giocando l'incontro perso per 0-2 contro la Macedonia del Nord, valido per la UEFA Nations League 2022-2023.

## Statistiche

### Presenze e reti nei club
Statistiche aggiornate al 28 marzo 2025.
| Stagione        | Squadra          | Campionato      | Campionato | Campionato | Coppe nazionali | Coppe nazionali | Coppe nazionali | Coppe continentali | Coppe continentali | Coppe continentali | Altre coppe | Altre coppe | Altre coppe | Totale | Totale |
| Stagione        | Squadra          | Comp            | Pres       | Reti       | Comp            | Pres            | Reti            | Comp               | Pres               | Reti               | Comp        | Pres        | Reti        | Pres   | Reti   |
| --------------- | ---------------- | --------------- | ---------- | ---------- | --------------- | --------------- | --------------- | ------------------ | ------------------ | ------------------ | ----------- | ----------- | ----------- | ------ | ------ |
| 2024-gen. 2025  | Lincoln Red Imps | FL              | 8          | 0          | CG              | 0               | 0               | UCL+UEL+UECL       | 0+0+1              | 0+0+0              | SG          | 1           | 0           | 10     | 0      |
| gen.-giu. 2025  | Europa FC        | FL              | 3          | 1          | CG              | 1               | 0               | -                  | -                  | -                  | -           | -           | -           | 4      | 1      |
| Totale carriera | Totale carriera  | Totale carriera | 11         | 1          |                 | 1               | 0               |                    | 1                  | 0                  |             | 1           | 0           | 14     | 1      |

### Cronologia presenze e reti in nazionale
| Cronologia completa delle presenze e delle reti in nazionale ― Gibilterra | Cronologia completa delle presenze e delle reti in nazionale ― Gibilterra | Cronologia completa delle presenze e delle reti in nazionale ― Gibilterra | Cronologia completa delle presenze e delle reti in nazionale ― Gibilterra | Cronologia completa delle presenze e delle reti in nazionale ― Gibilterra | Cronologia completa delle presenze e delle reti in nazionale ― Gibilterra | Cronologia completa delle presenze e delle reti in nazionale ― Gibilterra | Cronologia completa delle presenze e delle reti in nazionale ― Gibilterra |
| Data                                                                      | Città                                                                     | In casa                                                                   | Risultato                                                                 | Ospiti                                                                    | Competizione                                                              | Reti                                                                      | Note                                                                      |
| ------------------------------------------------------------------------- | ------------------------------------------------------------------------- | ------------------------------------------------------------------------- | ------------------------------------------------------------------------- | ------------------------------------------------------------------------- | ------------------------------------------------------------------------- | ------------------------------------------------------------------------- | ------------------------------------------------------------------------- |
| 5-6-2022                                                                  | Gibilterra                                                                | Gibilterra                                                                | 0 – 2                                                                     | Macedonia del Nord                                                        | UEFA Nations League 2022-2023 - 1º turno                                  | -                                                                         | 87’                                                                       |
| 23-9-2022                                                                 | Razgrad                                                                   | Bulgaria                                                                  | 5 – 1                                                                     | Gibilterra                                                                | UEFA Nations League 2022-2023 - 1º turno                                  | -                                                                         | 72’                                                                       |
| 16-11-2022                                                                | Gibilterra                                                                | Gibilterra                                                                | 2 – 0                                                                     | Liechtenstein                                                             | Amichevole                                                                | -                                                                         | 86’                                                                       |
| 16-6-2023                                                                 | Faro                                                                      | Gibilterra                                                                | 0 – 3                                                                     | Francia                                                                   | Qual. Euro 2024                                                           | -                                                                         | 84’                                                                       |
| 19-6-2023                                                                 | Dublino                                                                   | Irlanda                                                                   | 3 – 0                                                                     | Gibilterra                                                                | Qual. Euro 2024                                                           | -                                                                         | 68’                                                                       |
| 6-9-2023                                                                  | Ta' Qali                                                                  | Malta                                                                     | 1 – 0                                                                     | Gibilterra                                                                | Amichevole                                                                | -                                                                         |                                                                           |
| 10-9-2023                                                                 | Atene                                                                     | Grecia                                                                    | 5 – 0                                                                     | Gibilterra                                                                | Qual. Euro 2024                                                           | -                                                                         | 58’ 90’                                                                   |
| 11-10-2023                                                                | Wrexham                                                                   | Galles                                                                    | 4 – 0                                                                     | Gibilterra                                                                | Amichevole                                                                | -                                                                         | 59’                                                                       |
| 16-10-2023                                                                | Faro                                                                      | Gibilterra                                                                | 0 – 4                                                                     | Irlanda                                                                   | Qual. Euro 2024                                                           | -                                                                         | 68’                                                                       |
| 18-11-2023                                                                | Nizza                                                                     | Francia                                                                   | 14 – 0                                                                    | Gibilterra                                                                | Qual. Euro 2024                                                           | -                                                                         |                                                                           |
| 21-11-2023                                                                | Faro                                                                      | Gibilterra                                                                | 0 – 6                                                                     | Paesi Bassi                                                               | Qual. Euro 2024                                                           | -                                                                         | 14’                                                                       |
| 10-10-2024                                                                | Gibilterra                                                                | Gibilterra                                                                | 1 – 0                                                                     | San Marino                                                                | UEFA Nations League 2024-2025 - 1º turno                                  | -                                                                         | 90+3’                                                                     |
| 13-10-2024                                                                | Vaduz                                                                     | Liechtenstein                                                             | 0 – 0                                                                     | Gibilterra                                                                | UEFA Nations League 2024-2025 - 1º turno                                  | -                                                                         |                                                                           |
| 15-11-2024                                                                | Serravalle                                                                | San Marino                                                                | 1 – 1                                                                     | Gibilterra                                                                | UEFA Nations League 2024-2025 - 1º turno                                  | -                                                                         | 39’                                                                       |
| 19-11-2024                                                                | Gibilterra                                                                | Gibilterra                                                                | 1 – 1                                                                     | Moldavia                                                                  | Amichevole                                                                | -                                                                         |                                                                           |
| 22-3-2025                                                                 | Nikšić                                                                    | Montenegro                                                                | 3 – 1                                                                     | Gibilterra                                                                | Qual. Mondiali 2026                                                       | -                                                                         | 82’                                                                       |
| 25-3-2025                                                                 | Faro                                                                      | Gibilterra                                                                | 0 – 4                                                                     | Rep. Ceca                                                                 | Qual. Mondiali 2026                                                       | -                                                                         | 62’                                                                       |
| Totale                                                                    |                                                                           | Presenze                                                                  | 17                                                                        |                                                                           | Reti                                                                      | 0                                                                         |                                                                           |